# Bjergby
Bjergby es una localidad situada en el municipio de Hjørring, en la región de Jutlandia Septentrional (Dinamarca). Tiene una población estimada, a mediados de 2021, de 1133 habitantes.
Se encuentra ubicada en el extremo norte de la península de Jutlandia, junto a la costa del Skagerrak (mar del Norte).